# Шуваловка (Нижньогородська область)
Шуваловка (рос. Шуваловка) — присілок в Сеченовському районі Нижньогородської області Російської Федерації.
Населення становить 47 осіб. Входить до складу муніципального утворення Кочетовська сільрада.

## Історія
Від 2009 року входить до складу муніципального утворення Кочетовська сільрада.

## Населення
| 2002 | 2010 |
| ---- | ---- |
| 63   | ↘47  |